# Галерея сцена/szena
сцена/szena — проект поддержки современного искусства, созданный Анастасией Шавлоховой в Москве в 2018 году.

## История
Проект сцена/szena был создан куратором Анастасией Шавлоховой в 2018 году как камерное арт-пространство в центре Москвы, в особняке Рихтера на Пятницкой улице. В 2023 году сцена/szena открыла свой первый поп-ап проект в Берлине.
Проект фокусируется на поддержке художников, работающих с темой искусства как персонального сообщения в самом широком смысле слова, использующих разные оптики и методы: личные мифологии, сторителлинг, критические исследования медиума и образной системы нашего времени.
В 2021 году галерея сцена/szena удостоена премии «Лучший стенд» 9-й Московской ярмарки современного искусства Cosmoscow.

## Художники
- Оля Австрейх
- Анастасия Рыбакова
- Софья Шпурова
- Алексей Таруц
- Игорь Самолет
- Олег Кулик
- Николай Бахарев
- Андрей Гольдер
- Ахмат Биканов
- Кирилл Гаршин
- Евгений Дедов
- Дмитрий Жуков

## Участие в выставках
- 2019—2023 — Cosmoscow[3][4][5][6] (Москва, Россия)
- 2023 — Szena Berlin (поп-ап арт-проект Анастасии Шавлоховой) (Берлин, Германия)
- 2021 — Contemporary Istanbul (Стамбул, Турция)
- 2019 — Viennacontemporary (Вена, Австрия)
- 2018 — The Others (Турин, Италия)[7]